# Consejo de Ministros de El Salvador
El Consejo de Ministros de El Salvador es un órgano estatal de carácter constitucional que, según el Artículo 21 del Reglamento Interno del Órgano Ejecutivo y el Artículo 166 de la Constitución de la República, el Consejo de Ministros está compuesto por el Presidente y Vicepresidente de la República, así como los Ministros de Estado. Se convoca a reuniones cada vez que el presidente de la República lo considere necesario. Sus responsabilidades incluyen la revisión conjunta de las proyecciones anuales en áreas estratégicas conforme al Plan Quinquenal de Desarrollo, así como otros temas relacionados con la planificación nacional.
El presidente de la República es a su vez quien preside las reuniones del Consejo, salvo cuando el presidente de la República no pudiese lo preside el vicepresidente en funciones. 
En El Salvador, el poder ejecutivo es ejercido por el presidente de la República, elegido por voto popular, para un mandato de cinco años. Conforme al artículo 159 de la Constitución salvadoreña, para llevar a cabo la gestión de los negocios públicos, el presidente ha de crear las Secretarías de Estado, en el número que sean necesarias. Cada Secretaría debe estar a cargo de un Ministro y de uno o varios Viceministros.
El Presidente de la República tiene la facultad de nombrar y remover libremente a sus Ministros y Viceministros, así como establecer la organización de los Ministerios de Estado y las atribuciones que cada uno tiene. En el artículo 160 de la Constitución, se establecen como requisitos para poder ser nombrado Ministro o Viceministro de Estado: 
- Ser salvadoreño por nacimiento,
- Mayor de veinticinco años de edad,
- Del estado seglar, de moralidad e instrucción notorias; y
- Estar en el ejercicio de los derechos de ciudadano y haberlo estado en los seis años anteriores a su nombramiento.

El artículo 161 de la Constitución, prohíbe que sean nombrados como Ministros y Viceministros de Estado, los parientes del Presidente de la República, los deudores de la Hacienda Pública, y los contratistas del Estado.

## Funciones del Consejo de Ministros
Entre las funciones que la Constitución, en su artículo 167, asigna al Consejo de Ministros, están: 
- Decretar el Reglamento Interno del Órgano Ejecutivo y su propio Reglamento;
- Elaborar el plan general del gobierno;
- Elaborar el proyecto de presupuesto de ingresos y egresos del Estado y proponerlo a la Asamblea Legislativa.
- Suspender y restablecer las garantías constitucionales en casos de emergencia, cuando la Asamblea Legislativa no esté reunida.
- Convocar extraordinariamente a la Asamblea Legislativa, cuando los intereses de la República lo demanden.
- Conocer y decidir sobre todos los asuntos que someta a su consideración el presidente de la República.

Otras leyes del país como la Ley de Adquisiciones y Contrataciones de la Administración Pública (LACAP) asigna funciones específicas al Consejo de Ministros. En marzo de 2023 entró en vigencia la nueva Ley de Compras Públicas la cual vino a sustituir a la LACAP.

## Ministerios de Estado
Los Ministerios de Estado de la Administración Pública de El Salvador, son los siguientes:
- Ministerio de Gobernación y Desarrollo Territorial
- Ministerio de Relaciones Exteriores
- Ministerio de la Defensa Nacional
- Ministerio de Justicia y Seguridad Pública
- Ministerio de Hacienda
- Ministerio de Economía
- Ministerio de Agricultura y Ganadería
- Ministerio de Obras Públicas y Transporte
- Ministerio de Educación, Ciencia y Tecnología
- Ministerio de Salud
- Ministerio de Trabajo y Previsión Social
- Ministerio de Turismo
- Ministerio de Medio Ambiente y Recursos Naturales
- Ministerio de Cultura
- Ministerio de Desarrollo Local
- Ministerio de Vivienda y Desarrollo Urbano